# District de Qinghe (Tieling)
Pour les articles homonymes, voir Qinghe.
Le district de Qinghe (清河区 ; pinyin : Qīnghé Qū) est une subdivision administrative de la province du Liaoning en Chine. Il est placé sous la juridiction de la ville-préfecture de Tieling.